# جوزيف إم. وات
جوزيف إم. وات (بالإنجليزية: Joseph M. Watt)‏ هو قاضي ومحامي أمريكي، ولد في 8 مارس 1947 في أوستن في الولايات المتحدة.

## وصلات خارجية
- جوزيف إم. وات على موقع إن إن دي بي (الإنجليزية)